# Rubino del Principe Nero
Il rubino del Principe Nero  è una gemma a forma di branello del peso di circa 170 carati (34 g) e della lunghezza di circa 5 cm. La gemma, che in realtà non è un rubino, ma uno spinello, è incastonata sulla fronte della corona imperiale britannica in un ornamento d'oro e pietre preziose a forma di croce patente posto al di sopra del diamante Cullinan II. Si tratta di uno dei più antichi gioielli della Corona del Regno Unito, la cui storia può essere ripercorsa fino alla metà del XIV secolo. La gemma appartiene ai re inglesi dal 1367, anno in cui venne donata al principe di Galles Edoardo di Woodstock (soprannominato il Principe Nero) dal sovrano castigliano Pietro I.

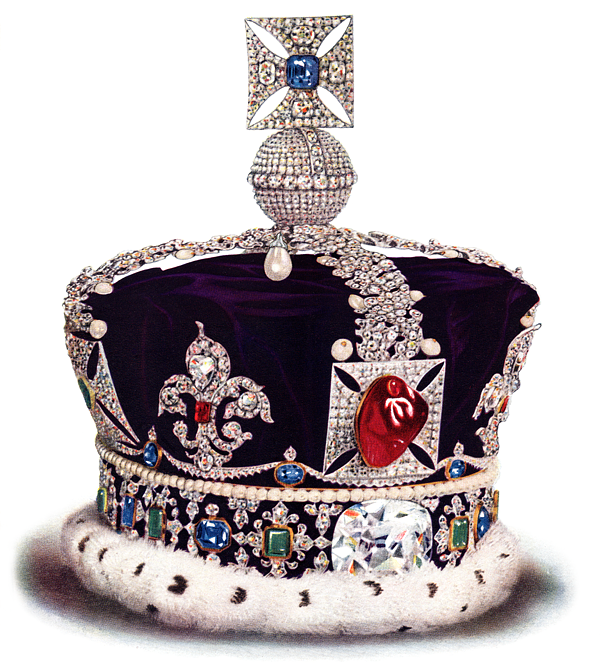
La gemma incastonata nella Corona Imperiale di Stato britannica, al di sopra del Cullinan II

## La gemma
A dispetto del nome, questa gemma non è un rubino (un nome utilizzato indistintamente in passato per tutte le gemme consimili) ovvero una varietà di corindone (Al2O3) dal tipico colore rosso, ma un esemplare limpido e dello stesso colore di spinello (MgAl2O4), un minerale, anch'esso della classe degli ossidi, che fa parte del gruppo degli spinelli.
Le varietà più limpide e trasparenti di spinello e corindone - che sono anche le stesse che rivestono un interesse gemmologico - possono essere molto simili di aspetto, ma sono comunque distinguibili sulla base del grado di durezza sulla scala di Mohs (7,5-8 per lo spinello, 9 per il corindone), della densità (3,55 g/cm³ contro 3,95-4,10 g/cm³) e di proprietà ottiche come la variazione di colore in funzione della direzione di vibrazione della luce (pleocroismo): lo spinello è otticamente isotropo e non presenta, di conseguenza, alcun pleocroismo, mentre il corindone è, invece, un cristallo birifrangente uniassico per cui il suo colore varia nelle due direzioni principali (dicroismo).

## Storia

### Omicidio e furto
La gemma era originariamente proprietà di Muhammad VI, sultano di Granada. A quell'epoca, lo stato musulmano era preda di una guerra civile che contrapponeva i diversi rami della famiglia regnante dei Nasridi. I due rivali principali, Muhammad V e Muhammad VI, erano sostenuti rispettivamente dal regno di Castiglia e da quello di Aragona, i due potenti stati cristiani confinanti.
Nel 1362, il re castigliano Pietro I invitò Muhammad VI a Tablada (attualmente un quartiere di Siviglia) per concludere un accordo. L'incontro non diede risultati ed il 25 aprile dello stesso anno, il sovrano spagnolo fece assassinare il suo ospite. Durante la perquisizione del corpo, fu rinvenuta la gemma che venne aggiunta alle proprietà della corona.
Anche la famiglia reale castigliana affrontava una disputa interna: da tempo Pietro I affrontava il proprio fratellastro, Enrico di Trastamara, che reclamava il trono. Dopo aver assistito all'uccisione del proprio protetto, il regno di Aragona supportò il rivale di Pietro I con un impegno tanto maggiore che, nel 1366, i rivoltosi al suo comando avevano ormai conquistato quasi tutta la Castiglia ad eccezione di Siviglia e della Galizia. Pietro I, vicino alla disfatta, chiese aiuto agli inglesi che – sotto la guida di Edoardo il Principe Nero – sconfissero Enrico ed i suoi nella Battaglia di Nájera, consentendo al sovrano castigliano di riconquistare buona parte dei suoi domini. In cambio dell'aiuto, il principe inglese pretese ed ottenne - tra le altre cose - anche il "rubino", che verrà tuttavia inventariato nei gioielli della corona inglese solo a partire dal 1415, sotto il regno di Enrico V.

### Un ornamento di guerra
Secondo alcuni resoconti, Enrico V, durante la campagna di Francia nella Guerra dei cent'anni (1337-1453), indossò un elmetto incastonato di gemme che includeva anche il Rubino del Principe Nero (Pedani, 2002). Il 25 ottobre 1415, nella Battaglia di Azincourt, fu colpito alla testa dall'ascia da battaglia del duca francese Giovanni I d'Alençon rischiando di perdere sia l'elmo che la vita, ma alla fine la battaglia fu vinta dagli inglesi, il sovrano non morì e l'elmo fu salvato assieme alla gemma. Anche Riccardo III avrebbe indossato lo spinello sul suo elmo nella battaglia di Bosworth Field.

### Gioiello della Corona
Nei primi anni del XVII secolo, Giacomo I fece incastonare la gemma nella corona imperiale di stato, dove rimase fino ai tempi di Oliver Cromwell. Con l'eccezione del trono di re Edoardo, Cromwell fece smontare tutti i gioielli della corona, ne vendette le pietre e fece fondere il metallo per coniare monete. Un gioielliere britannico comprò il rubino del Principe Nero, che fu poi rivenduto a Carlo II quando la monarchia fu ripristinata nel 1660. 
In occasione dell'incoronazione della Regina Vittoria, nel 1838, il rubino fu incastonato nella nuova Corona Imperiale disegnata da Rundell e Bridge, che contava 3.093 gemme. Nel 1937 il rubino fu traslato nella nuova e attualmente usata versione della corona, più leggera della precedente. 